# Mona Achache
Mona Achache (n. 18 de març de 1981) és una realitzadora, guionista i actriu francesa.
Ha estat guionista i realitzadora d'un documental i de 2 curtmetratges, ha aparegut en tant que figurant en Eden à l'ouest de Costa-Gavras i ha realitzat el seu primer llargmetratge Le Hérisson, estrenat el 3 de juliol de 2009, a partir de la novel·la de Muriel Barbery. Va signar per tal de realitzar Le Hérisson, abans que la novel·la triomfés a les llibreries. Seria més l'entusiasme de la jove realitzadora que ha convençut l'autora de la novel·la.

## Filmografia
- 2005: Suzanne (curtmetratge)
- 2008: Wawa (curtmetratge)
- 2009: Le Hérisson

## Relacions externes
- Mona Achache a uniFrance (francès)